# Bernie Mac
Bernard Jeffrey McCullough, conegut per Bernie Mac (Chicago, Illinois, 5 d'octubre del 1957 – Chicago, 9 d'agost del 2008), fou un actor estatunidenc.
Va intervenir a pel·lícules com The Original Kings of Comedy, Ocean's Eleven (el remake del 2001), i protagonitzà Mr. 3000. Del 2001 al 2006 va tenir la sèrie The Bernie Mac Show. Altres títols de la seva carrera són, per exemple, The Players Club, Head of State, Charlie's Angels: Full Throttle, Bad Santa, Guess Who, Pride, Soul Men i Madagascar: Escape 2 Africa, on va posar la veu de Zuba, el lleó.
Mac patia sarcoïdosi, la malaltia que li causà la mort.

## Filmografia

### Cinema
| Any  | Títol                                                                                               | Paper           | Notes      |
| ---- | --------------------------------------------------------------------------------------------------- | --------------- | ---------- |
| 1992 | Mo' Money                                                                                           | Porter del club | Cameo      |
| 1993 | Who's the Man?                                                                                      | G-George        |            |
| 1994 | Above the Rim                                                                                       | Flip            |            |
| 1994 | House Party 3                                                                                       | Oncle Vester    |            |
| 1995 | Friday                                                                                              | Pastor Clever   |            |
| 1995 | The Walking Dead                                                                                    | Ray             |            |
| 1996 | Els col·legues del barri (Don't Be a Menace to South Central While Drinking Your Juice in the Hood) | Self Hatred     | Cameo      |
| 1996 | Puja a l'autobús (Get on the Bus)                                                                   | Jay             |            |
| 1997 | B*A*P*S                                                                                             | Mr. Johnson     |            |
| 1997 | Sexe sí... però segur (Booty Call)                                                                  | Jutge Peabody   |            |
| 1997 | How to Be a Player                                                                                  | Buster          |            |
| 1997 | Don King: Only in America                                                                           | Bundini Brown   |            |
| 1998 | The Players Club                                                                                    | Dollar Bill     |            |
| 1999 | Life                                                                                                | Jangle Leg      |            |
| 2000 | The Original Kings of Comedy                                                                        | Ell mateix      | Documental |
| 2001 | Ocean's Eleven                                                                                      | Frank Catton    |            |
| 2001 | Què més pot passar? (What's the Worst That Could Happen?)                                           | Oncle Jack      |            |
| 2003 | Bad Santa                                                                                           | Gin Slagel      |            |
| 2003 | Els àngels de Charlie: Al límit (Charlie's Angels: Full Throttle)                                   | Jimmy Bosley    |            |
| 2003 | Head of State                                                                                       | Mitch Gilliam   |            |
| 2004 | Mr. 3000                                                                                            | Stan Ross       |            |
| 2004 | Ocean's Twelve                                                                                      | Frank Catton    |            |
| 2005 | Guess Who                                                                                           | Percy Jones     |            |
| 2005 | Lil' Pimp                                                                                           | Fruit Juice     |            |
| 2005 | Inspector Gadget's Biggest Caper Ever                                                               | Gadget Mobile   | Veu        |
| 2007 | Ocean's Thirteen                                                                                    | Frank Catton    |            |
| 2007 | Pride                                                                                               | Elston          |            |
| 2007 | Transformers                                                                                        | Bobby Bolivia   | Cameo      |
| 2008 | Madagascar: Escape 2 Africa                                                                         | Veu de Zuba     | Veu        |
| 2008 | Soul Men                                                                                            | Floyd Henderson |            |
| 2009 | Old Dogs                                                                                            | Jimmy Lunchbox  |            |

### Televisió
| Any       | Títol               | Paper             | Notes        |
| --------- | ------------------- | ----------------- | ------------ |
| 1996–2000 | Moesha              | Oncle Bernie      | 11 episodis  |
| 1997      | The Wayans Bros.    | Shank             | 1 episodi    |
| 2001–2006 | The Bernie Mac Show | Bernie McCullough | 103 episodis |
| 2003      | King of the Hill    | Mack (veu)        | 1 episodi    |

## Premis i nominacions

### Nominacions
- 2002: Primetime Emmy al millor actor en sèrie còmica per The Bernie Mac Show
- 2003: Globus d'Or al millor actor en sèrie de televisió musical o còmica per The Bernie Mac Show
- 2003: Primetime Emmy al millor actor en sèrie còmica per The Bernie Mac Show
- 2004: Globus d'Or al millor actor en sèrie de televisió musical o còmica per The Bernie Mac Show